# ريتشارد شريمبتون
ريتشارد شريمبتون (بالإنجليزية: Richard Shrimpton)‏ (29 يناير 1910 – 1979) هو ملاكم من المملكة المتحدة راحل، مثّل بلاده في الألعاب الأولمبية الصيفية 1936.

## روابط خارجية
ريتشارد شريمبتون على موقع أوليمبيديا (الإنجليزية)